# Küblis
Küblis é uma comuna da Suíça, no Cantão Grisões, com cerca de 825 habitantes. Estende-se por uma área de 8,13 km², de densidade populacional de 101 hab/km². Confina com as seguintes comunas: Conters im Prättigau, Fideris, Luzein, Saas im Prättigau, Sankt Antönien-Ascharina.
A língua oficial nesta comuna é o Alemão.